# 한국세무사회
한국세무사회(韓國稅務士會, Korean Association of Certified Public Tax Accountants)는 세무사의 전문지식과 자질향상을 위한 연수교육을 지속적으로 실시함으로써 납세자에게 양질의 세무서비스를 제공하기 위하여 설립된 직역단체이다. 서울특별시 서초구 명달로 105 (서초3동 1497-16)에 위치하고 있다.

## 대표
- 구재이 한국세무사회 회장

## 설립 근거
- 세무사법[1]

## 연혁
- 1961년 9월 9일 세무사법 제정 (법률 제712호)
- 1962년 2월 10일 한국세무사회 창립
- 1974년 12월 14일 부산지방세무사회 및 대구지방세무사회 설립
- 1975년 1월 3일 광주지방세무사회 설립
- 1975년 1월 25일 대전지방세무사회 설립
- 1978년 6월 14일 본회 회관 건립 (서울특별시 마포구)
- 1982년 11월 9일 중부지방세무사회 설립
- 1986년 4월 15일 전북분회 설립
- 1986년 11월 16일 부설 한국조세연구소 및 조세도서관 설립
- 1990년 8월 9일 세무사 회관 서초동으로 이전
- 1991년 1월 5일 부설 한국세무연수원 설립
- 1992년 11월 6일 AOTCA(아세아.오세아니아세무사협회)에 회원단체로 가입
- 1993년 5월 12일 경인지방세무사회 설립
- 1994년 6월 28일 서울지방세무사회 설립
- 1998년 12월 4일 세무사회관 증축 준공
- 1999년 9월 1일 중부.경인지방세무사회를 중부세무사회로 통합
- 2002년 1월 17일 전산세무회계자격시험 국가공인자격 취득
- 2003년 12월 23일 공인회계사와 변호사에 대한 세무사명칭 사용금지와 변호사의 세무사 업무 금지하는 세무사법 국회통과(법률 제7032호)
- 2003년 12월 31일 부설 세무연수원 세무사법개정에 의한 법정 세무연수원으로 승격
- 2006년 3월 21일 세무사회 자체 전산센터(IDC) 오픈
- 2011년 12월 29일 세무사의 건설업 재무상태진단업무 허용 (법률 제11181호)
- 2011년 12월 29일 공인회계사의 세무사 자동자격부여폐지 (법률 제11209호)
- 2011년 12월 31일 세무조사시 조력자에 경영지도사 제외하는 국세기본법 통과
- 2012년 4월 30일 한국세무사회 창립 50주년 기념식 개최 (국무총리 참석)
- 2012년 8월 24일 건설업등 기업진단업무 실시
- 2012년 10월 18일 세계세무사 대회 개최 (21개국 600여명 참석)
- 2012년 12월 27일 세무회계자격시험 국가공인 자격취득
- 2013년 2월 20일 뉴젠솔루션 회계프로그램 세무사랑2 소유권 확보
- 2013년 5월 7일 한국세무사회 성년후견지원센터 설립
- 2013년 5월 27일 재단법인 한국세무사회 공익재단 설립
- 2015년 12월 2일 외부세무조정제도 법률로 규정하는 소득세법, 법인세법 국회통과
- 2016년 2월 11일 외부세무조정반에서 법무법인을 제외한 세법시행령 국무회의 통과
- 2017년 8월 28일 '세무와 회계 연구' 한국연구재단 등재학술지로 선정
- 2017년 12월 8일 변호사에 대한 세무사자격 자동부여 폐지 세무사법 국회통과
- 2019년 6월 14일 인천지방세무사회 설립
- 2019년 10월 16일 AOTCA 제17차 부산총회 및 국제조세컨퍼런스 개최
- 2020년 1월 23일 회원전용 스마트폰 어플리케이션 ‘세무사회 맘모스’ 출시
- 2020년 3월 31일 한국세무사회 다국어 홈페이지 오픈
- 2020년 4월 1일 세무조정계산서 전산감리시스템 오픈
- 2020년 9월 18일 대국민 홍보활동 강화 위한 ‘세무사TV’ 유튜브채널 개국
- 2020년 10월 15일 비대면 학술행사의 새 지평 - 한국세무포럼 개최
- 2020년 11월 5일 전문자격사단체 협의회 출범- 원경희 회장 초대 회장 취임
- 2021년 11월 11일 '변호사(2004 ~ 2017)'의 '기장대행과 성실신고확인 금지'하는 세무사법개정안 국회 통과
- 2023년 7월 3일 제33대 구재이 회장 취임

## 조직

### 총회
- 총회는 정기총회와 임시총회로 구분하고 정기총회는 연1회 매년 회계연도 종료일부터 3개월 이내에 소집하며, 임시총회는 필요에 의하여 이를 소집한다.(회칙 제15조)
- 총회는 회장이 소집하며, 회장은 총회일의 30일전까지 그  일시, 장소 및 목적사항을 공고하여야 한다.(회칙 제16조 ①)
- 회장은 회원 4분의 1 이상 또는 재적이사 3분의 2 이상이 목적사항 및 이유를 기재한 서면에 의하여 총회의 소집을 요구한 때에는 제1항에 따라 지체 없이 총회를 소집 하여야 한다.(회칙 제16조 ②)
- 회장이 정당한 이유 없이 제1항 및 제2항에 의한 총회의 소집을 하지 않을 때에는 감사가 소집하여야 한다.(회칙 제16조 ③)
- 총회는 출석회원 과반수로서 의결하며 가부동수일 때에는 의장이 결정한다.(회칙 제17조 ①)
- 본회 회칙을 개정하고자 할 때에는 출석회원의 3분의 2 이상의 찬성으로서 하여야 한다.(회칙 제17조 ②)
- 의결권은 위임할 수 없다.(회칙 제17조 ③)
- 의결권을 행사할 회원은 총회 소집 공고일 현재의 개업회원으로 한다.(회칙 제17조 ④)
- 총회의 의장은 회장이 된다. 다만 회장이 유고시에는 제25조의 순에 의하여 의장이 된다.(회칙 제18조 ①)
- 제16조제3항에 의하여 소집된 총회의 의장은 그 소집자가 되고 소집자가 2인 이상일 때는 연장자 순으로 한다.(회칙 제18조 ②)
- 총회에서는 다음에 관련된 사항을 의결한다.(회칙 제19조 ①)   1. 회칙의 개정  2. 임원의 선임과 해임  3. 예산과 결산의 승인  4. 임원의 보수에 관한 사항  5. 삭제  6. 입회금 결정의 기준설정  7. 회비결정의 기준설정  8. 윤리위원장 및 윤리위원의 선임과 해임  9. 공제기금의 투자승인  10. 기타 본회의 업무운영상 필요한 것으로서 총회 이외의 다른 기관에서 관장하지 않은 사항
- 총회는 그 의결하는 바에 의하여 전항 제4호 내지 제8호의 권한 중 그 일부를 이사회에 위임할 수 있다.(회칙 제19조 ②)
- 회장은 제1항제1호에 따른 회칙의 개정이 있는 경우에는 제16조에 따라 총회소집 공고를 할 때 회원에게 회칙개정안을 서면으로 통고하여야 한다.(회칙 제19조 ③)
- 의장은 총회의 회의록을 작성하고 출석회원 5인과 함께 서명날인하여야 한다.(회칙 제20조)|  | 이 문단은 비어 있습니다. 내용을 추가해 주세요. |

### 이사회
- 이사회는 회장․부회장․윤리위원장․지방세무사회장․세무연수원장·이사 및 업무정화조사위원장으로 구성하고 회장이 필요한 때에 소집한다.(회칙 제30조 ①)
- 재적이사 3분의 2 이상의 요구가 있을 때에는 회장은 이사회를 소집하여야 한다.(회칙 제30조 ②)
- 이사회는 다음 사항을 심의 또는 의결한다.(회칙 제32조 ①)  1. 총회에 부의할 사항  2. 회규의 제정 및 개정에 관한 사항  3. 오천만원 이상 재산의 취득․처분 및 기채(起債)에 관한 사항(총회에서 투자승인을 받은 공제기금과 이사회의 투자승인을 받은 회관확충기금의 관리·운용에 관한 사항은 제외한다)  4. 지방세무사회․분회 및 지역세무사회 설치에 관한 사항  5. 위원회 설치에 관한 사항  6. 선임직부회장․상근부회장․상무이사 및 위원장 임면 동의에 관한 사항  7. 총회로부터 위임받은 사항  8. 손해배상기금과 공제기금의 상호전용에 관한 사항  9. 회관확충기금의 투자승인  10. 기타 회장이 중요하다고 인정하여 부의한 사항

### 상임이사회
- 상임이사회는 회장․부회장․윤리위원장․지방세무사회장․세무연수원장·상무이사 및 업무정화조사위원장으로 구성하고, 회장이 필요한 때에 소집한다.(회칙 제30조 ③)
- 상임이사회는 다음 사항을 심의 또는 의결한다. 1. 이사회에 부의할 사항  2. 중요한 건의 및 답신에 관한 사항  3. 외부에 대한 회원추천에 관한 사항  4. 회원의 연수교육에 관한 사항  5. 회원의 포상에 관한 사항  6. 본 회칙 및 회규의 유권해석에 관한 사항  7. 총회에서 투자승인을 받은 공제기금과 이사회의 투자승인을 받은 회관확충기금의 관리·운용에 관한 사항  8. 이사회로부터 위임받은 사항  9. 기타 본회 운영상 필요한 사항으로 총회 또는 이사회의 의결사항이 아닌 사항  (회칙 제32조 ②)

### 회장
구재이 한국세무사회 회장
- 세무법인 굿택스 대표이사
- 한국납세자권리연구소장
- 대한민국 국회 의정대상 심의위원
- 세제발전심의위원회 위원
- 중소기업중앙회 기업승계활성화위원회 위원
- 경기주택도시공사 회계․세무위원회 위원장
- 경기도 광주참여자치시민연대(광주시민연대) 상임대표
- 서울시 마을세무사(마을세무사제도 창설자)
- 기타 주요 경력(전)

▶사단법인 한국조세연구포럼 학회장
▶제22대 한국세무사고시회 회장
▶중소기업중앙회 세제․세정분야 전문위원
▶대통령직속 국가기후환경회의 저감위원
▶대통령직속 재정개혁특별위원회 위원
▶국세청 국세행정개혁TF 위원
▶국정기획자문위원회 경제1분과 전문위원
▶정부업무평가 일자리․국정과제평가 전문위원
▶민선7기 경기광주시장 인수위 시민주권참여위원회 위원장
▶광주시정혁신기획위원회 위원장
▶한국세무사회 연구이사
▶한국세무사회 조세연구소 운영위원
▶한국세무사회 이천지역세무사회장
▶국세청 공평과세추진 및 평가위원회 위원
▶국세청 국세심사위원회 위원
▶국세상담센터 서면질의심의위원
▶중부지방국세청 납세자보호위원회 위원
▶행정안전부 지방세과표심의위원회 위원
▶한국조세재정연구원 객원연구원
▶한국세무학회, 한국회계정보학회, 한국지방세학회 부회장
▶참여연대 조세개혁센터 부소장
▶국세청(서울지방국세청, 중부지방국세청) 근무
- 주요 저서

<납세자권리란 무엇인가> (삼일인포마인, 2020) (2021
문화체육관광부 인문부문 세종도서 선정)
<종교단체 세무> (삼일인포마인, 2018~2019)
<세금 알아야 바꾼다> (공저, 메디치미디어, 2018) (2019 문화체육관광부 지정 교양부문 세종도서 선정)
<성실신고확인 실무> (삼일인포마인, 2017)
<업무용승용차 손금특례실무> (삼일인포마인, 2016~17)
<조세실무편람> (공저, 한국세무사고시회, 2014~2018)

<조세절차론> (광교이택스, 2010)

### 부설기구
- 한국세무사회 부설 세무연수원
- 한국세무사회 부설 조세도서관
- 성년후견지원센터
- 청년세무사지원센터
- 국제조세지원센터

### 위원회
- 자문위원회
- 예산결산심의위원회
- 업무정화조사위원회
- 공제위원회
- 사회공헌위원회
- 여성세무사위원회
- 분쟁고충조정위원회
- 손해배상공제위원회
- 중소기업위원회
- 세무법인위원회
- 성년후견지원센터 운영위원회
- 청년세무사위원회
- 배상책임보험위원회
- 조세제도연구위원회
- 지방세제도연구위원회
- 회계제도연구위원회
- 법제위원회
- 계간세무사편집위원회
- 홍보상담위원회
- 마을세무사위원회
- 세무사신문편집위원회
- 국제협력위원회
- 도서출판위원회
- 회계솔루션개발위원회
- 자격시험운영위원회
- 전산세무회계 자격시험출제위원회
- 세무회계 자격시험출제위원회
- 기업회계 자격시험출제위원회
- 업무침해감시위원회
- 기업진단감리위원회
- 세무조정 및 성실신고감리위원회
- 조세대상심사위원회

#### 사무처
- 업무지원팀
- 회원서비스팀
- 조세연구팀
- 대외협력실
- 홍보팀
- 조세정보팀
- 자격시험팀
- 전산솔루션팀
- 감리정화조사팀

## 기타 기관
- 한국세무사회 공익재단
  - "재단법인 한국세무사회공익재단"은 나눔을 통한 함께 어우러지는 따뜻한 세상,아름다운 공동체가 되도록 노력할 것이며 이를 위해 법인의 목적사업으로 다음의 사업들을 실행합니다.
    - 첫째, 저소득층 및 사회 소외계층에 대한 생활비 지원 사업
    - 둘째, 저소득층 및 사회 소외계층에 대한 장학 사업
    - 셋째, 재해 및 재난 현장 복구 지원 사업
    - 넷째, 인도적 차원의 국제 구호 활동 사업
    - 다섯째, 세무사의 사회공헌활동 우수사례 발굴 및 전파 사업
- ㈜한길티아이에스
  - 설립일 : 2009년 9월 16일
  - 전화번호 : 1599-3487
  - 주요사업
    - 한길백업, 한길팩스, 세무라인, 오피스몰, 베스트CMS, 베스트빌

## 지방세무사회
- 서울지방세무사회 서울시 서초구 명달로 105, 1층(서초동) / 전화 : 02-598-3216
- 중부지방세무사회  서울시 서초구 명달로 105, 5층(서초동) / 전화 : 02-597-1366
- 부산지방세무사회  부산광역시 부산진구 범일로 172 / 전화 : 051-647-8111
- 인천지방세무사회  인천광역시 계양구 경명대로1017번길 7 / 전화 : 032-225-0490
- 대구지방세무사회  대구광역시 남구 대명로 219 / 전화 : 053-424-0260
- 광주지방세무사회  광주 북구 하남대로 621 / 전화 : 062-525-8450  전북분회 전북 전주시 완산구 공북4길 10, 3층 / 전화 : 063-275-8175
- 대전지방세무사회  대전광역시 서구 갈마로 184-8 / 전화 : 042-524-7600

## 국가공인자격시험보관됨2023-08-03 -웨이백 머신
한국세무사회는 1999년 11월 전산세무회계 시험시행을 전후해서 본격적으로 세무 및 회계분야의 전문인력을 양성하는 사회적 역량을 일반인들에게 제공하는 무형의 재생산 가치를 창출하는 제도를 시행해오고있다.  특히 한국세무사회가 시행하는 전산세무 및 전산회계 자격증 프로그램은 이러한 맥락에 힘입어 사회 각계각층에서 인재 채용의 주요한 검증된 활용자료로 제시하는데 있어 자격시험시행이래 전통적으로 인정받고있다.

## 같이 보기
- 케이렙